# Lägerrock m/1913
Lägerrock m/1913 var ett livplagg som användes inom försvarsmakten.

## Utseende
Lägerrock m/1913 är tillverkad i grå linneväv och har en enradig knapprad om fyra knappar och har en öppen och snedskuren ståndkrage att igenhäktas nedtill. Rocken har även två fickor utan lock. Samtliga från sergeants grad och uppåt bär axelklaff m/1910.

## Användning
Den bars endast av officerare samt underofficerare och ingick i uniform m/1910 tillsammans med föregångaren Lägerrock m/1870.